# 布达佩斯斯大林雕像

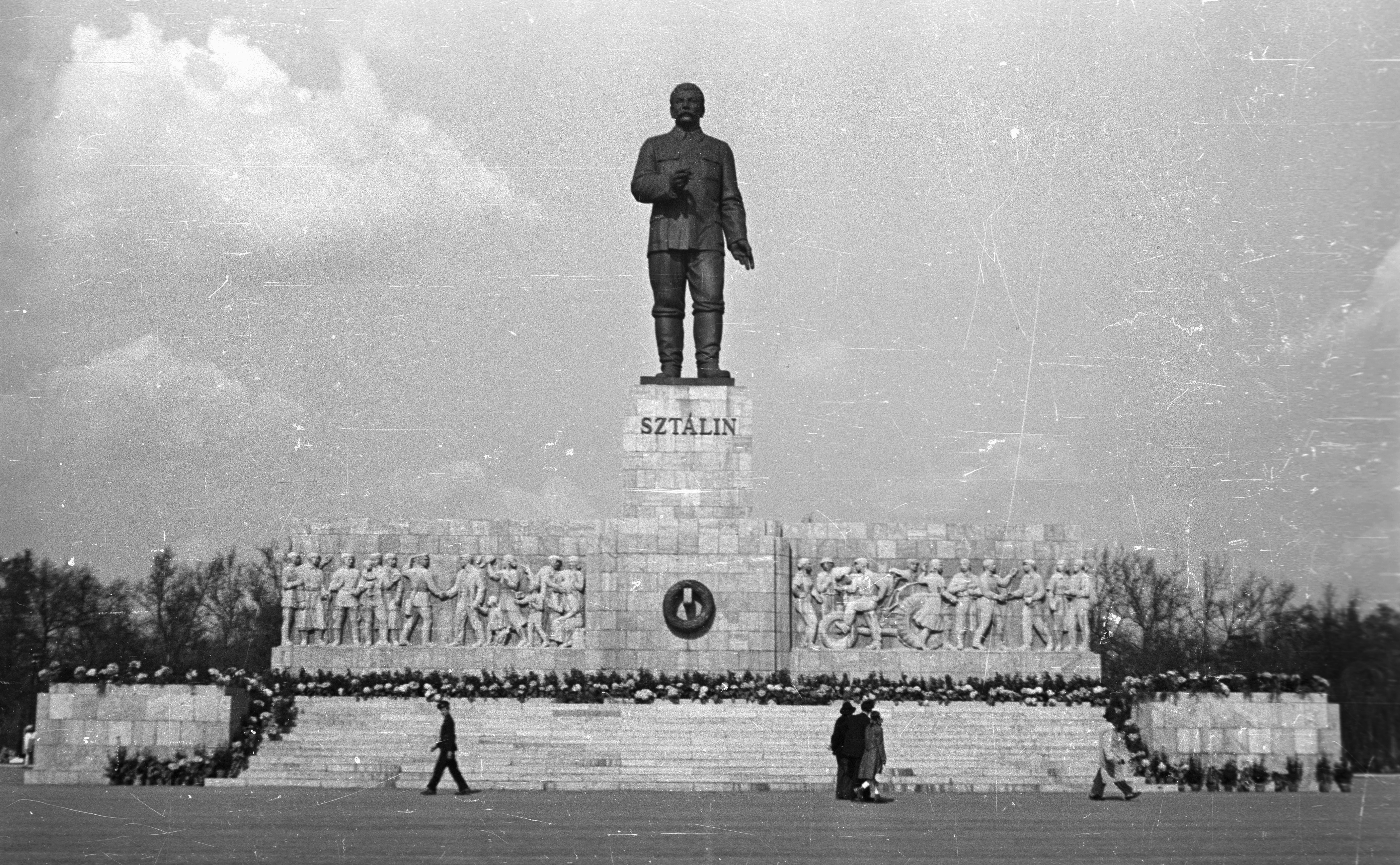
布达佩斯斯大林雕像（1953年）

布达佩斯斯大林雕像（匈牙利語：A budapesti Sztálin-szobor ledöntése）完成于1951年12月，是匈牙利人民共和国送给苏联领导人约瑟夫·斯大林70岁生日（1948年12月18日）的寿礼，在1956年10月23日的匈牙利十月事件中被推倒。
雕像竖立在布达佩斯城市公园的边缘。建筑总高25米，铜像高8米，下面是一个4米高的石灰石台基，再下面是18米宽的基座。斯大林被描绘成一个站立的演说者，右手放在胸部。基座周围装饰着描绘匈牙利人欢迎他们领袖的浮雕。匈牙利雕塑家桑多·米库什（Sándor Mikus）因创作此雕像，被授予科苏特奖，这是匈牙利艺术家的最高殊荣。

## 毁坏

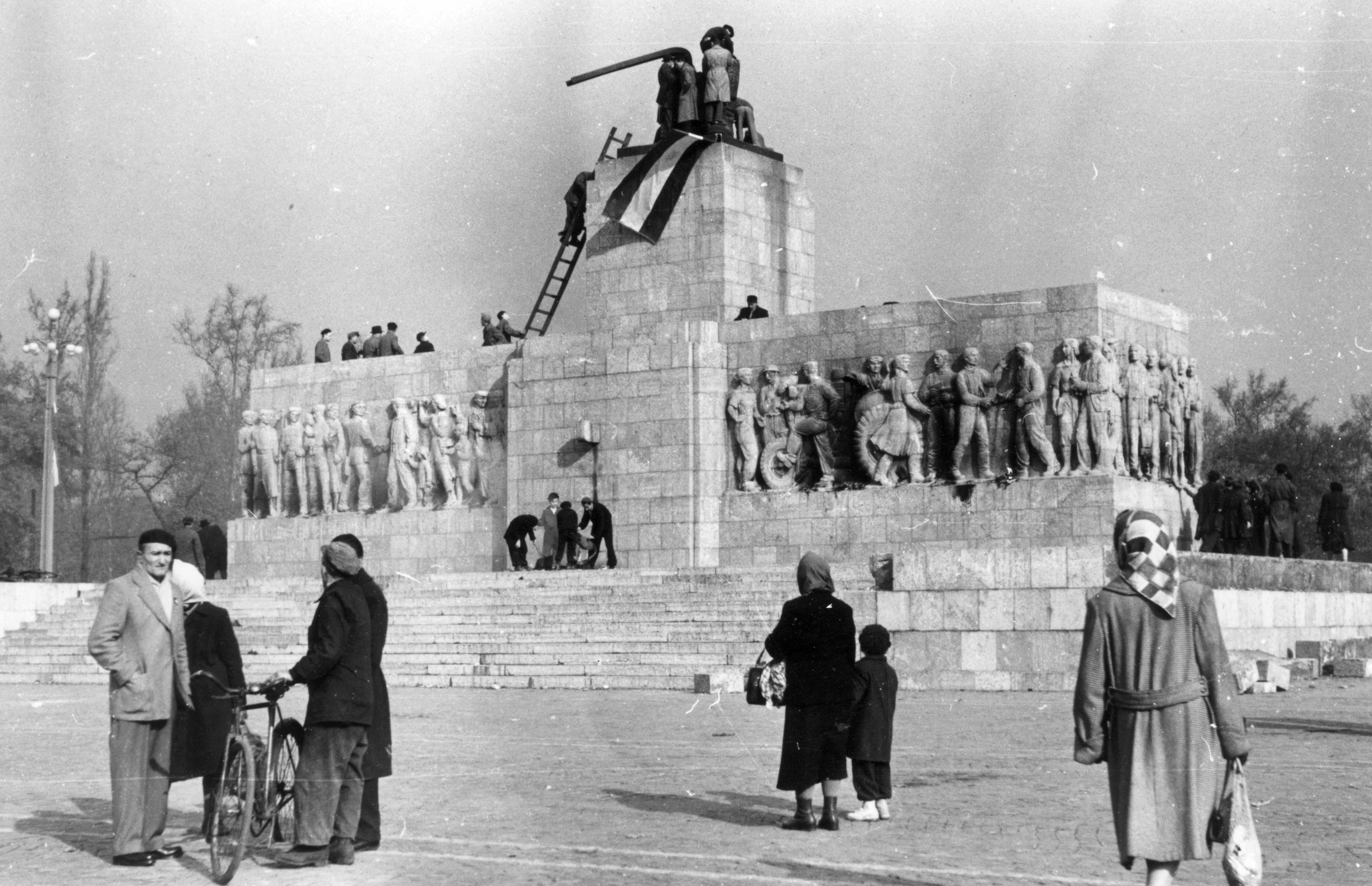
雕像被拆除后的残余部分

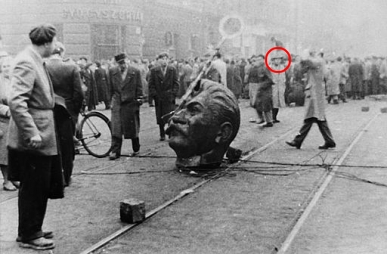
拆解下来的雕像的头部被遗弃在大环路上

1956年10月23日，大约20万人聚集在匈牙利布达佩斯，表示对波兰政治改革的同情。其中之一是拆除斯大林的雕像。有十万匈牙利人参与拆除塑像，只留下他的靴子，在上面插上了匈牙利国旗。写着“匈牙利的领袖、老师和最好的朋友”的铜牌从基座上扯掉。在雕像倒下之前，有人在斯大林的口中放了一个牌子，上面写着“俄国人，你逃跑的时候不要丢下我！”。人群高呼着“俄国人回去！”而推倒雕像。雕像散落的零件上写着“厕所”（W.C.）等侮辱性字眼。 
布达佩斯的警方负责人Sandor Kopacsi叙述道：“示威者……在25米高的斯大林雕像脖子处绕上了粗钢丝绳，其他人乘卡车到达，用氧气瓶和金属割炬对付雕像的青铜靴。……一小时后，雕像倒下。”

## 现状

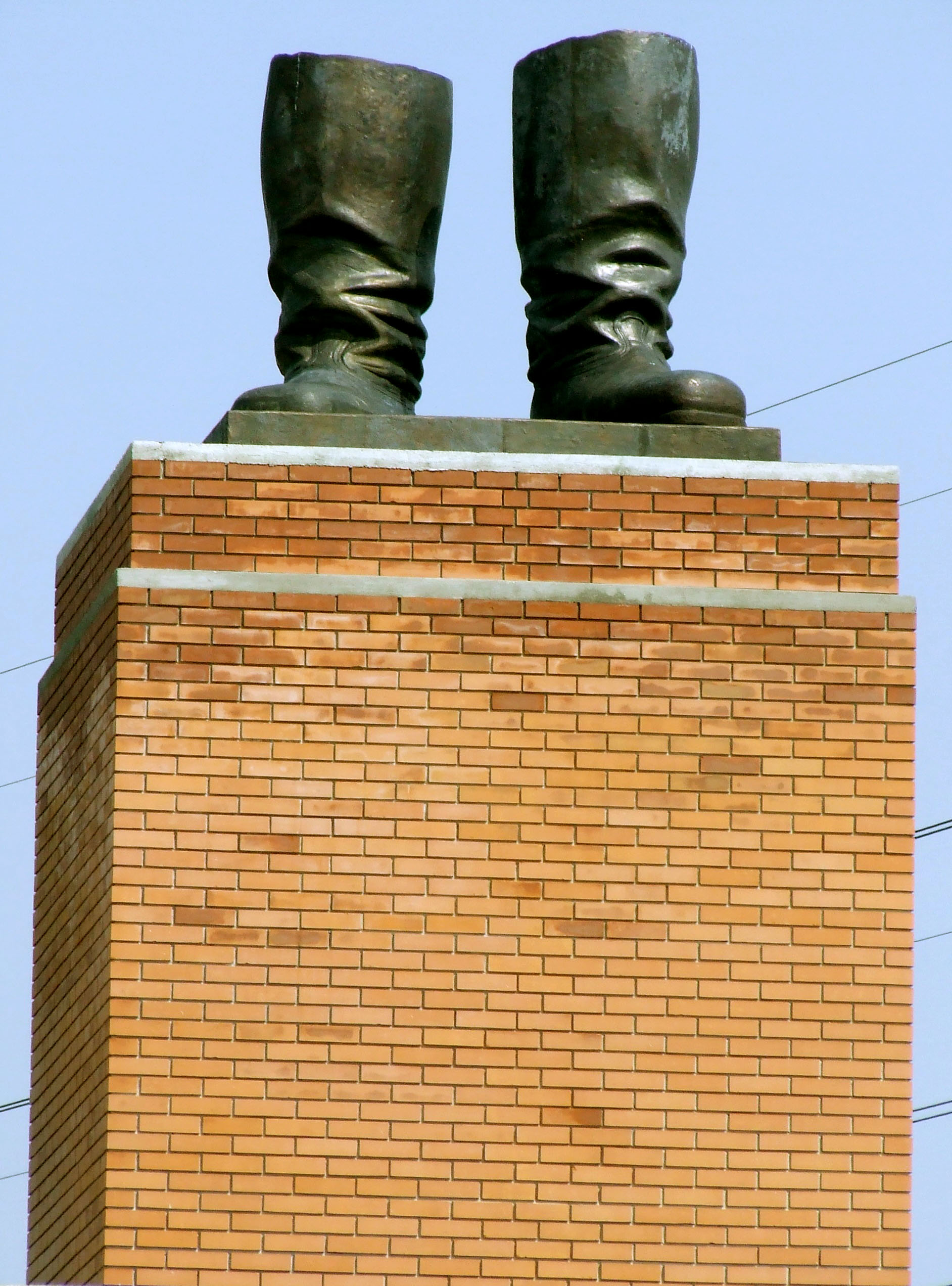
复制品

前斯大林雕像的所在地，现在是1956年革命纪念碑，在2006年，这一历史事件50周年时完成。
2006年，和原件一样大小的基座和断开的铜靴复制品出现在雕塑公园。但这并不是原件准确的复制品，只是雕塑家阿科什埃勒德（Ákos Eleőd）的艺术娱乐。

### 引用
1. ↑  Aman, Anders. Architecture and Ideology in Eastern Europe During the Stalin Era. Cambridge, MA: The MIT P, 1992. 195.